# Jeremiah Wright
Jeremiah Alvesta Wright, Jr., född 22 september 1941 i Philadelphia, är amerikansk frikyrkopastor av afroamerikanskt ursprung. Före detta pastor i Trinity United Church of Christ (TUCC), en frikyrkoförsamling i Chicago bestående av cirka 8500 medlemmar, som alla regelbundet deltar i gudstjänsterna. Wright pensionerades efter 36 år som Senior Pastor 2008. 
Wrights trosläror och predikningar kom under häftig kritik under presidentvalet 2008, då demokratiska partiets presidentkandidat Barack Obama kopplades till TUCC såsom före detta medlem av kyrkan. Ett urval av Wrights predikningar ansågs som "antiamerikanska" och opassande, och de efter hans pension även som antisionistiska samt rasistiska (i praktiken eugeniska).